# ترانسفورماتور فلز آمورف
ترانسفورماتور فلز آمورف (انگلیسی: Amorphous metal transformer) گونه‌ای از ترانسفورماتورهای بهینه انرژی است. هسته مغناطیسی آن از فرومغناطیس فلز آمورف تشکیل شده‌است. فلزات اصلی به کار رفته در آلیاژ هسته، آهن، بور، سیلیسیم و فسفر است. هسته به صورت ورق ورق نازک (۲۵ میکرومتر) با قابلیت پذیرفتاری مغناطیسی بالا، وادارندگی بسیار اندک و مقاومت الکتریکی بالا ساخته می‌شود. بالا بودن مقاومت الکتریکی ورقه‌های هسته افزون‌بر نازک بودن ورقه‌های آن باعث کاهش تلفات الکتریکی جریان گردابی در هسته می‌شود. امروزه کشورهای توسعه‌یافته همانند چین و هند به صورت گسترده از این تکنولوژی استفاده می‌کنند.